# Olympische Sommerspiele 2020/Teilnehmer (Pakistan)
| Gelbes Symbol für Goldmedaillen mit stilisierten Olympischen Ringen | Graues Symbol für Silbermedaillen mit stilisierten Olympischen Ringen | Braundes Symbol für Bronzemedaillen mit stilisierten Olympischen Ringen |
| ------------------------------------------------------------------- | --------------------------------------------------------------------- | ----------------------------------------------------------------------- |
| —                                                                   | —                                                                     | —                                                                       |

Pakistan nahm an den Olympischen Spielen 2020 in Tokio mit zehn Sportlern in sechs Sportarten teil. Es war die insgesamt 18. Teilnahme an Olympischen Sommerspielen. Pakistan war das bevölkerungsreichste Land, das bei den Spielen ohne Medaille blieb.

## Teilnehmer nach Sportarten

### Badminton
| Athleten       | Wettbewerb | Gruppenphase | Gruppenphase       | Gruppenphase | Gruppenphase | Achtelfinale  | Achtelfinale  | Viertelfinale | Viertelfinale | Halbfinale    | Halbfinale    | Finale        | Finale        | Rang  |
| Athleten       | Wettbewerb | Gegner       | Ergebnis           | Punkte       | Rang         | Gegner        | Ergebnis      | Gegner        | Ergebnis      | Gegner        | Ergebnis      | Gegner        | Ergebnis      | Rang  |
| -------------- | ---------- | ------------ | ------------------ | ------------ | ------------ | ------------- | ------------- | ------------- | ------------- | ------------- | ------------- | ------------- | ------------- | ----- |
| Frauen         |            |              |                    |              |              |               |               |               |               |               |               |               |               |       |
| Mahoor Shahzad | Einzel     | A. Yamaguchi | 0:2 (3:21, 8:21)   | 39:84        | 3            | ausgeschieden | ausgeschieden | ausgeschieden | ausgeschieden | ausgeschieden | ausgeschieden | ausgeschieden | ausgeschieden | 29–42 |
| Mahoor Shahzad | Einzel     | K. Gilmour   | 0:2 (14:21, 14:21) | 39:84        | 3            | ausgeschieden | ausgeschieden | ausgeschieden | ausgeschieden | ausgeschieden | ausgeschieden | ausgeschieden | ausgeschieden | 29–42 |

### Gewichtheben
| Athleten    | Wettbewerb             | Reißen  | Reißen | Stoßen  | Stoßen | Zweikampf | Zweikampf | Rang |
| Athleten    | Wettbewerb             | Gewicht | Rang   | Gewicht | Rang   | Gewicht   | Rang      | Rang |
| ----------- | ---------------------- | ------- | ------ | ------- | ------ | --------- | --------- | ---- |
| Männer      |                        |         |        |         |        |           |           |      |
| Talha Talib | Federgewicht bis 67 kg | 150 kg  | 2      | 170 kg  | 7      | 320 kg    | 5         | 5    |

### Judo
| Athleten     | Wettbewerb | 1. Runde   | 1. Runde | 2. Runde | 2. Runde | Achtelfinale  | Achtelfinale  | Viertelfinale | Viertelfinale | Halbfinale / Trostrunde | Halbfinale / Trostrunde | Finale / Platz 3 | Finale / Platz 3 | Rang |
| Athleten     | Wettbewerb | Gegner     | Ergebnis | Gegner   | Ergebnis | Gegner        | Ergebnis      | Gegner        | Ergebnis      | Gegner                  | Ergebnis                | Gegner           | Ergebnis         | Rang |
| ------------ | ---------- | ---------- | -------- | -------- | -------- | ------------- | ------------- | ------------- | ------------- | ----------------------- | ----------------------- | ---------------- | ---------------- | ---- |
| Männer       |            |            |          |          |          |               |               |               |               |                         |                         |                  |                  |      |
| Shah Hussain | bis 100 kg | R. Darwish | 0s3:10s1 | —        | —        | ausgeschieden | ausgeschieden | ausgeschieden | ausgeschieden | ausgeschieden           | ausgeschieden           | ausgeschieden    | ausgeschieden    | 17   |

### Leichtathletik
Laufen und Gehen 
| Athleten      | Wettbewerb | 1. Runde | 1. Runde | Halbfinale    | Halbfinale    | Finale        | Finale        | Rang          |
| Athleten      | Wettbewerb | Zeit     | Rang     | Zeit          | Rang          | Zeit          | Rang          | Rang          |
| ------------- | ---------- | -------- | -------- | ------------- | ------------- | ------------- | ------------- | ------------- |
| Frauen        |            |          |          |               |               |               |               |               |
| Najma Parveen | 200 m      | 28,12 s  | 7        | ausgeschieden | ausgeschieden | ausgeschieden | ausgeschieden | ausgeschieden |

Springen und Werfen
| Athleten      | Wettbewerb | Qualifikation | Qualifikation | Finale     | Finale | Rang |
| Athleten      | Wettbewerb | Weite/Höhe    | Rang          | Weite/Höhe | Rang   | Rang |
| ------------- | ---------- | ------------- | ------------- | ---------- | ------ | ---- |
| Männer        |            |               |               |            |        |      |
| Arshad Nadeem | Speerwurf  | 85,16 m       | 3             | 84,62 m    | 5      | 5    |

### Schießen
| Athleten               | Wettbewerb               | Qualifikation   | Qualifikation | Finale          | Finale        | Ringe/ Scheiben | Rang |
| Athleten               | Wettbewerb               | Ringe/ Scheiben | Rang          | Ringe/ Scheiben | Rang          | Ringe/ Scheiben | Rang |
| ---------------------- | ------------------------ | --------------- | ------------- | --------------- | ------------- | --------------- | ---- |
| Männer                 |                          |                 |               |                 |               |                 |      |
| Golfám Joseph          | 10 m Luftpistole         | 578             | 9             | ausgeschieden   | ausgeschieden | 578             | 9    |
| Muhammad Khalil Akhtar | 25 m Schnellfeuerpistole | 572 / 19        | 15            | ausgeschieden   | ausgeschieden | 572             | 15   |
| Ghulam Mustafa Bashir  | 25 m Schnellfeuerpistole | 579 / 14        | 10            | ausgeschieden   | ausgeschieden | 579             | 10   |

### Schwimmen
| Athleten   | Wettbewerb     | Vorlauf | Vorlauf | Halbfinale    | Halbfinale    | Finale        | Finale        | Rang |
| Athleten   | Wettbewerb     | Zeit    | Rang    | Zeit          | Rang          | Zeit          | Rang          | Rang |
| ---------- | -------------- | ------- | ------- | ------------- | ------------- | ------------- | ------------- | ---- |
| Frauen     |                |         |         |               |               |               |               |      |
| Bisma Khan | 50 m Freistil  | 27,78 s | 56      | ausgeschieden | ausgeschieden | ausgeschieden | ausgeschieden | 56   |
| Männer     |                |         |         |               |               |               |               |      |
| Syed Tariq | 100 m Freistil | 53,81 s | 62      | ausgeschieden | ausgeschieden | ausgeschieden | ausgeschieden | 62   |